# Stephen Rea
Stephen Rea, född 31 oktober 1946 i Belfast, är en nordirländsk skådespelare. Han var gift med Dolours Price mellan 1983 och 2003.
Rea är bland annat känd för sin Oscarnominerade roll i filmen The Crying Game från 1992.

## Filmografi (urval)
- 1982 – Angel
- 1992 – The Crying Game
- 1994 – En vampyrs bekännelse
- 1996 – Michael Collins
- 1997 – The Butcher Boy
- 1998 – Still Crazy
- 1999 – Slutet på historien
- 2002 – FearDotCom
- 2004 – Huset vid Tara Road
- 2005 – V för Vendetta
- 2011 – Blackthorn
- 2012 – Werewolf: the Beast Among Us
- 2014 – The Honourable Woman (TV-serie)
- 2016 – Krig och fred (TV-serie)
- 2025 – Prime Target (TV-serie)